# Ranunculus trichophyllus
Espèce
Synonymes
- Batrachium paucistamineum subsp. trichophyllum (Chaix) Dostál[2]
- Batrachium paucistamineum (Tausch) F.W. Schultz[2]
- Batrachium trichophyllum (Chaix ex Villars) Bosch (préféré par BioLib)[2]
- Ranunculus aquatilis var. capillaceus (Thuill.) DC.[1]
- Ranunculus trichophyllus Chaix[2]

Ranunculus trichophyllus, Renoncule à feuille capillaire, est une espèce de plantes de la famille des Ranunculaceae.
Selon Catalogue of Life (29 juin 2019) et Tropicos (29 juin 2019) (Attention liste brute contenant possiblement des synonymes) :
- Ranunculus trichophyllus subsp. drouetii Clapham
- Ranunculus trichophyllus subsp. eradicatus (Laest.) C.D.K.Cook
- Ranunculus trichophyllus subsp. lutulentus Vierh.
- Ranunculus trichophyllus subsp. rionii Soó
- Ranunculus trichophyllus subsp. trichophyllus
- Ranunculus trichophyllus var. calvescens W.B. Drew
- Ranunculus trichophyllus var. chanetii H. Lév.
- Ranunculus trichophyllus var. eradicatus (Laest.) W.B. Drew
- Ranunculus trichophyllus var. jingpoense
- Ranunculus trichophyllus var. glaber Hara
- Ranunculus trichophyllus var. hispidulus (Drew) W.B. Drew
- Ranunculus trichophyllus var. mexicanus H. Lév.
- Ranunculus trichophyllus var. ohtagawensis
- Ranunculus trichophyllus var. okayamensis
- Ranunculus trichophyllus var. rionii Schinz & Keller
- Ranunculus trichophyllus var. terrestris Gren. & Godr.
- Ranunculus trichophyllus var. trichophyllus